# Pseudoanthidium puncticolle
Pseudoanthidium puncticolle är en biart som först beskrevs av Morawitz 1888.  Pseudoanthidium puncticolle ingår i släktet Pseudoanthidium och familjen buksamlarbin. Inga underarter finns listade i Catalogue of Life.